# Jennifer Piot
Jennifer Piot (* 24. März 1992 in La Tronche) ist eine ehemalige französische Skirennläuferin. Ihre stärksten Disziplinen waren die Abfahrt und der Super-G. 2013 wurde sie Abfahrts-Juniorenweltmeisterin.

## Biografie
Piot nahm im November 2007 erstmals an FIS-Rennen teil und feierte ein Jahr später ihren ersten Sieg auf dieser Stufe. Ab Dezember 2008 ging sie auch im Europacup am Start. Noch im selben Monat erreichte sie den sechsten Platz in der Abfahrt von Zauchensee, der für die nächsten drei Jahre ihr bestes Europacupresultat blieb.  Im Februar 2009 war sie Teilnehmerin des Europäischen Olympischen Jugendfestivals in Szczyrk. Während sie zu Beginn ihrer Karriere in allen Disziplinen antrat, zeichnete sich allmählich eine Spezialisierung auf Abfahrt und Super-G ab. Im Weltcup hatte sie ihr Debüt am 7. März 2010 im Super-G von Crans-Montana, den sie auf Platz 42 beendete; weitere Weltcupeinsätze folgten ab der übernächsten Saison.
Am 11. Januar 2012 belegte Piot mit dem zweiten Platz in der Abfahrt von Bad Kleinkirchheim zum ersten Mal einen Europacup-Podestplatz. Am darauf folgenden Tag feierte sie im Super-G am selben Ort ihren ersten Sieg. Bei den Juniorenweltmeisterschaften 2013 gewann sie die Goldmedaille in der Abfahrt. Den ersten Weltcuppunkt errang sie am 8. Dezember 2013 mit Platz 30 im Super-G von Lake Louise. In den Jahren darauf hatte Piot Mühe, Anschluss an die Weltspitze zu finden. Häufig verpasste sie die Punkteränge, während Ergebnisse in den Top 20 selten waren. Im Super-G von Lake Louise am 6. Dezember 2015 erzielte sie mit Platz 13 das beste Weltcupergebnis ihrer Karriere. An diese Leistung konnte sie zwar nicht mehr anknüpfen, fuhr aber in der Folge oft in die Punkteränge. Bei den Olympischen Winterspielen 2018 in Pyeongchang war sie 16. in der Abfahrt und 20. im Super-G. Am 21. Januar 2021 gab sie nach 117 Weltcuprennen ihren Rücktritt bekannt.

## Erfolge

### Olympische Spiele
- Pyeongchang 2018: 16. Abfahrt, 20. Super-G

### Weltmeisterschaften
- 2015 Vail/Beaver Creek: 26. Super-G, 24. Abfahrt

### Weltcup
- 3 Platzierungen unter den besten 15

### Weltcupwertungen
| Saison  | Gesamt | Gesamt | Abfahrt | Abfahrt | Super-G | Super-G | Kombination | Kombination |
| Saison  | Platz  | Punkte | Platz   | Punkte  | Platz   | Punkte  | Platz       | Punkte      |
| ------- | ------ | ------ | ------- | ------- | ------- | ------- | ----------- | ----------- |
| 2013/14 | 83.    | 37     | 40.     | 14      | 37.     | 23      | –           | –           |
| 2014/15 | 81.    | 34     | 39.     | 13      | 33.     | 21      | –           | –           |
| 2015/16 | 74.    | 66     | 36.     | 18      | 27.     | 48      | –           | –           |
| 2016/17 | 114.   | 7      | 47.     | 7       | –       | –       | –           | –           |
| 2017/18 | 76.    | 57     | 45.     | 9       | 31.     | 48      | –           | –           |
| 2018/19 | 117.   | 9      | 49.     | 3       | 43.     | 6       | –           | –           |
| 2019/20 | 71.    | 60     | 39.     | 24      | 39.     | 25      | 31.         | 11          |
| 2020/21 | 124.   | 2      | –       | –       | 54.     | 2       | –           | –           |

### Europacup
- Saison 2011/12: 5. Gesamtwertung, 4. Abfahrtswertung, 5. Super-G-Wertung
- 3 Podestplätze, davon 1 Sieg:

| Datum           | Ort                | Land       | Disziplin |
| --------------- | ------------------ | ---------- | --------- |
| 12. Januar 2012 | Bad Kleinkirchheim | Österreich | Super-G   |

### Juniorenweltmeisterschaften
- Garmisch-Partenkirchen 2009: 5. Kombination, 21. Super-G, 23. Abfahrt, 34. Riesenslalom, 37. Slalom
- Mont Blanc 2010: 11. Riesenslalom, 11. Abfahrt, 14. Kombination, 20. Super-G, 48. Slalom
- Crans-Montana 2011: 14. Abfahrt
- Roccaraso 2012: 14. Super-G, 16. Riesenslalom
- Québec 2013: 1. Abfahrt, 10. Super-G, 12. Riesenslalom

### Weitere Erfolge
- 3 Podestplätze im South American Cup
- Europäisches Olympisches Jugendfestival 2009: 21. Riesenslalom, 29. Slalom
- 12 Siege in FIS-Rennen